# مانسی پردهان
مانسی پردهان (انگلیسی: Manasi Pradhan؛ زادهٔ ۴ اکتبر ۱۹۶۲) نویسنده، فعال حقوق بشر، و شاعر اهل هند است. او یک فعال حقوق زنان است و در سطح جهانی به عنوان یکی از مدافعان حقوق زنان شناخته می‌شود. پردهان بنیانگذار کمپین بین‌المللی افتخار برای زنان است، او یک جنبش اجتماعی را در سال ۲۰۱۴ برای پایان دادن خشونت علیه زنان در هند هدایت کرد. وی در سال ۲۰۱۱ برنده جایزه «زنان برجسته» شد.